# Arend van Slichtenhorst
Arend van Slichtenhorst  (ged. Nijkerk 5 december 1616 - Nijkerk 8 april 1657) was een Gelders jurist, historicus en dichter.

## Herkomst
Arend van Slichtenhorst werd gedoopt te Nijkerk als Ardt, zoon van Brand Artzen (van Slichtenhorst) en Aeltgen van Wenckum. Zijn vader was onder meer substituut-ontvanger van Nijkerk, substituut-schout van Amersfoort en zelfs enige tijd ´directeur´ van Rensselaerswijck in Nieuw-Nederland (1648 -  1652).

## Opleiding
Arend bezocht de Latijnse school te Nijkerk en vanaf ongeveer 1630 het Gymnasium Illustre te Harderwijk. Daarna studeerde hij in Franeker, waar hij werd ingeschreven op 1 september 1636 als "Arnoldus a Slichtenhorst, Gelriae Neoclesianus". Mogelijk studeerde hij ook in Leiden, waarna hij op 25 augustus 1642 te Franeker promoveerde tot doctor in de rechten. Na zijn studie maakte Slichtenhorst een reis naar Frankrijk, waarna hij zich in Arnhem vestigde als advocaat.

## Geschiedenis van Gelre

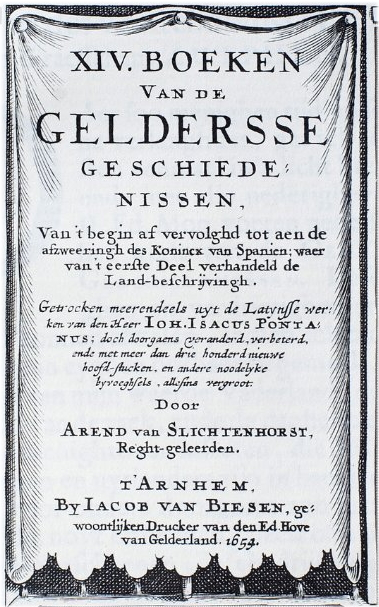

Een van zijn leraren in Harderwijk was Johannes Isacus Pontanus, de auteur van de in het Latijn geschreven Historia Gelrica, die in 1639 het daglicht zag. Niet veel later startte Slichtenhorst met het maken van een vertaling van Pontanus’ boek in het Nederlands. Gaandeweg vulde hij de oorspronkelijke tekst echter steeds meer aan en bracht hij verbeteringen aan. Het werk vlotte niet erg. In februari 1644 waren de platen al klaar (het beperkte aantal van vier stadsplattegronden bij Pontanus werd aanmerkelijk uitgebreid), maar het omvangrijke werk werd pas in 1653 uitgegeven, bij de Arnhemse uitgever Jacob van Biesen.
De volledige titel was: XIV boeken van de Geldersse geschiedenissen van 't begin af vervolghd tot aen de afzweeringh des konincx van Spanien, waervan 't eerste deel verhandeld de landbeschrijvingh, getrocken meerendeels uyt de Latynsse werken van den heer Joh. Isacus Pontanus; doch doorgaens veranderd, verbeterd, ende met meer dan driehonderd nieuwe hoofd-stucken, en andere noodelijke bijvoegsels allesins vergroot. (Arnhem, 1653/1654; facsimile herdruk Arnhem, 1967).
Behalve aanvullingen, die hij uit diverse publicaties en eigen archiefonderzoek haalde, kortte Slichtenhorst de tekst van Pontanus hier en daar ook in en liet hij soms hele passages weg, met name betreffende de geschiedenis van andere landen en gebieden. Bij zijn archiefonderzoek heeft Slichtenhorst soms gebruikgemaakt van stukken die later zijn verdwenen, zodat hij soms zaken noemt die, hoewel niet meer te controleren, nergens anders te vinden zijn. Daarmee is zijn werk niet simpelweg een vertaling van dat van Pontanus geworden, maar eerder een aanvulling.
Van zijn gedichten is niet heel veel bewaard gebleven. De biograaf Van der Aa schreef in zijn biographisch woordenboek van Nederlandse dichters “dat de historiepen hem beter dan de dichtveder was toevertrouwd”.